# 2021年阿爾及利亞森林大火
2021年阿尔及利亚野火是自2021年8月9日以来在阿尔及利亚发生的多起山火，此次山火共造成41名平民和28名士兵死亡。大部分士兵是在救援時被困於大火後死亡。   
2021年8月9日，卡比利亚地区和其他地方陸續發生发生多起火灾，阿尔及利亚当局派出士兵帮助公民撲滅火灾和疏散當地人員。